# Peristase (Biologie)
Peristase bedeutet in der Biologie die Gesamtheit der Einflüsse der auf einen Organismus einwirkenden Umwelt. Dabei soll von genetischen Einflüssen abgesehen werden. Der Begriff ist abgeleitet von altgriechisch περίστασις ‚der Umstand‘, ‚Zustand‘, ‚die (äußere) Lage‘, ‚das Befinden‘, insbesondere die ‚schwierige Lage‘, aber auch ‚Prunkvolle Einrichtung‘, ‚Erscheinung‘, ‚Pracht‘, vgl. Peristasis.

## Sozialpsychologischer und sozialpsychiatrischer Ansatz
Die Bedeutung von Umwelteinflüssen wird erstmals durch Sigmund Freud und sein Konzept der Psychoneurose geltend gemacht. Medizingeschichtlich ist bemerkenswert, dass peristatische Überlegungen das Konzept der Konstitution und ihrer pathogenetischen Rolle der Endogenität relativieren, indem die Bedeutung der Disposition als einer lebensgeschichtlich erworbenen Anfälligkeit betont wird. Im Gegensatz zu dem Begriff exogen, der auch für intrinsische biologische Reaktionen verwendet wird, wird der Begriff peristatisch nur auf Umweltfaktoren bezogen, vgl. Strukturanalyse. Primäre Stoffwechselstörungen der Leber etwa, die sekundär – und so gesehen auch „von außen“ (›exogen‹) – wiederum andere Organe schädigen, sind als Beispiel dafür anzusehen, dass der Begriff ›peristatisch‹ eine genauere Bezeichnung für evtl. aus der Umwelt kommende Schädigungsursachen darstellt.